# フリーソフト100
フリーソフト100とは、株式会社エイトバルーンが運営する、無料で使えるソフトウェアやオンラインサービス、無料情報を集めたソフトウェア・Webサービス紹介サイトである。無料ソフトのみならず、シェアウェアの紹介も行われている。

## 掲載カテゴリ
フリーソフト100では、次のようなカテゴリが用意されている。
- セキュリティソフト
  -  ウイルス対策ソフト
  - スパイウェア対策ソフト
  - ファイアウォールソフト
  - ファイル暗号化ソフト
  - ID・パスワード管理ソフト
- パソコンを便利にするフリーソフト
  - オフィスソフト
  - ウェブブラウザー
  - メールソフト
  -  圧縮・解凍ソフト
  - 付箋紙ソフト
  - PDF作成ソフト
  - イラスト作成ソフト
  - 画像・動画管理ソフト
  - テキストエディタ
  - ファイル復元ソフト
- Webサービス
  - 辞書検索
  - オンラインウイルススキャン
  - オンラインアルバム
  - ストリーミング
  - 動画共有サイト
- USBメモリー活用ツール
  - USBメモリー停止ソフト
  - USBメモリーファイル復元ソフト
  - ポータブルオフィスソフト
  - ポータブルブラウザー
  - ポータブルメールソフト
- Google提供サービス一覧
- コミュニティ
  - フリーメール
  - メッセンジャー
  - オンラインゲーム
  - mixi活用ソフト
  - ブログ
- ホームページ作成支援
  -  サーバー
  - 掲示板
  - メールフォーム
  - アクセスカウンター
  - アクセス解析ツール
  - ホームページ素材
  - テンプレート素材
  - ティッカー
  - 天気予報素材
  - 占い素材
- SEO・アクセスアップ
  - SEOツール
  - サイト診断
  - 相互リンク管理
  - ブログアクセスアップ
- フリーソフト、無料サービス一覧
- 初心者向けコンテンツ
- パソコン・インターネット用語集

## レビュー機能
フリーソフト100には、レビュー機能やコメント機能が用意されている。そのため、ユーザーは紹介されているソフトの感想や印象を5段階の評価と文章で投稿することができ、また、投稿されたレビューに対し、他のユーザーがコメントすることもできる。
レビュー投稿に会員登録は必要なく、レビューを投稿する際に、ユーザー名とパスワードを入力し、簡易的な登録を行う。2回目以降は、ログインすることでそのユーザーとしてレビューを投稿でき、過去に投稿したレビューへの追記ができるようになる。
投稿されたレビューは運営スタッフが確認後、不適切な表現がないことを確認して掲載されるシステムになっている。